# FUBAR
A FUBAR az angol Fucked Up Beyond All Repair vagy Fucked Up Beyond All Recognition (jóvátehetetlenül/felismerhetetlenül elkúrva) rövidítése, amely a második világháborús katonai szlengből került át a köznyelvbe. Magyarországon főleg a hacker szlengből ismert, ahol eredeti jelentésén kívül a foo, bar és baz változónevek ihletője volt.
Richard Marcinko és John Weisman Rogue Warrior:Red Cell (1994) (magyar kiadásban „Tűzvonal”) c. második könyve három fő szakaszra oszlik: SNAFU, TARFU és FUBAR, egyben Marcinko szerint minden katonai művelet ebből a három fázisból áll.